# 1969년 대한민국의 영화 목록
다음은 1969년에 개봉됐던 대한민국의 영화 목록이다.

## 목록
- 《250조》
- 《검은 비상선》
- 《검은 야회복》
- 《그 밤이여 다시 한번》
- 《남 몰래 흘린 눈물》
- 《남의 속도 모르고》
- 《내시 2》
- 《내실》
- 《눈물을 감추고》
- 《늦어도 그날까지》
- 《당신》
- 《당신의 뜻이라면》
- 《마지막 편지》
- 《머무르고 싶었던 순간들》
- 《명동 나그네》
- 《목메어 불러봐도》
- 《못 잊어》
- 《미워도 다시 한번 2》
- 《바람》
- 《별명 붙은 여자》
- 《별은 멀어도》
- 《봄 봄》
- 《사랑은 가고 세월만 남아》
- 《사랑이라는 것은》
- 《산울림 칠 때마다》
- 《상해 임시정부》
- 《서울 야화》
- 《서울이여 안녕》
- 《석녀》
- 《성녀와 마녀》
- 《세월이 흘러가면》
- 《시댁》
- 《시발점》
- 《아무리 미워도》
- 《아파트의 여인》
- 《야성녀》
- 《어느 지붕 밑에서》
- 《어느 하늘 아래서》
- 《언제나 타인》
- 《여섯개의 그림자》
- 《여자가 고백할 때》
- 《여진족》
- 《요화 장록수》
- 《울고 가는 외기러기》
- 《유혹》
- 《육군 김일병》
- 《윤심덕》
- 《이대로 간다해도》
- 《이조 여인 잔혹사》
- 《잊혀진 여인》
- 《잔혹한 청춘》
- 《잘못 보셨다구》
- 《장마루촌의 이발사》
- 《장한몽》
- 《재생》
- 《저 눈밭에 사슴이》
- 《전하 어디로 가시나이까》
- 《젊은 여인들》
- 《젊은이의 태양》
- 《정과 애》
- 《조용히 살고 싶어》
- 《죽어도 그대 품에》
- 《죽어도 좋아》
- 《천년호》
- 《첫날밤 갑자기》
- 《청춘을 다 바쳐》
- 《초심》
- 《추격자》
- 《추억》
- 《투명인간》
- 《포옹》
- 《한 목숨 다 바쳐》
- 《한 발은 지옥에》
- 《허무한 마음》
- 《형》

## 참고 자료
- KOFIC 영화데이터베이스

## 같이 보기
- 대한민국의 영화